# Masonetta
Masonetta Chamberlin & Ivie, 1939 è un genere di ragni appartenente alla famiglia Linyphiidae.

## Distribuzione
L'unica specie oggi attribuita a questo genere è stata reperita negli Stati Uniti: in alcune località della Florida e della Georgia.

## Tassonomia
A dicembre 2011, si compone di una specie:
- Masonetta floridana (Ivie & Barrows, 1935)[3] — USA

### Sinonimi
- Masonetta tybeensis (Chamberlin & Ivie, 1944); esemplari trasferiti qui dal genere Ceratinopsis Emerton, 1882 e riconosciuti sinonimi di M. floridana (Ivie & Barrows, 1935), a seguito di uno studio dell'aracnologo Ivie del 1967[1].

### Specie trasferite
- Masonetta obscura Chamberlin & Ivie, 1939; trasferita al genere Ceratinops Banks, 1905[1].